# José Ramón Betzuen Urkiza
José Ramón Betzuen Urkiza (nacido el 11 de noviembre de 1947 en Lemona, España) es un ex-futbolista español. Jugaba de defensor y su primer club fue el Athletic Club.

## Trayectoria
Comenzó su carrera profesional en 1966 jugando para el Athletic Club. Debutó el 8 de abril de 1967 en una victoria por 4-0 ante el RC Deportivo. Estuvo hasta 1973 jugando más de 100 partidos y logrando siete goles. En 1973 fichó por el Hércules, donde permaneció cinco temporadas y logró un ascenso a Primera División en 1974.

## Clubes
| Club          | País   | Año       |
| ------------- | ------ | --------- |
| Athletic Club | España | 1966-1973 |
| Hércules CF   | España | 1973-1978 |

## Palmarés
| Título                | Club          | País   | Año  |
| --------------------- | ------------- | ------ | ---- |
| Copa del Generalísimo | Athletic Club | España | 1969 |
| Copa del Generalísimo | Athletic Club | España | 1973 |